# Sciophila sicilicula
Sciophila sicilicula är en tvåvingeart som beskrevs av Soli 1997. Sciophila sicilicula ingår i släktet Sciophila och familjen svampmyggor.
Artens utbredningsområde är Madagaskar. Inga underarter finns listade i Catalogue of Life.